# Daddy's Gone A-Hunting (commedia)
Daddy's Gone A-Hunting è una commedia teatrale di Zoë Akins, rappresentata per la prima volta al Plymouth Theatre di Broadway il 31 agosto 1921, iniziando regolarmente le repliche fino al gennaio 1922 per un totale di 129 recite..
L'originale messinscena, prodotta e diretta da Arthur Hopkins, vide nel cast Lee Baker nel ruolo di Walter Greenough, Frank Conroy in quello di Julien Fields, Hugh Dilman come Theodore Stewart, Manart Kippen nel ruolo di Oscar, Olga Olonova come Olga, Marjorie Rambeau nel ruolo di Edith, John Robb in quello di Knight, Helen Robbins in quello di Mrs. Dahlgren, Frances Victory nel ruolo di Janet, Jeanne Wardley in quello di Laura, Winifred Wellington come di Mrs. Price.

## Trama
Luogo in cui si svolge la scena:
- Primo atto:
- Secondo atto –
- Terzo atto:

## Versioni cinematografiche
- Daddy's Gone A-Hunting, regia di Frank Borzage con Alice Joyce e Virginia Marshall (1925)
- Women Love Once, regia di Edward Goodman. Remake sonoro con Paul Lukas e Eleanor Boardman  (1931)